# London brinner
London brinner (engelska: London's Burning) är en brittisk TV-serie som producerades mellan 1986 och 2002. Handlingen kretsar runt brandmännen i "Blue Watch" (blåa arbetsskiftet) på den fiktiva brandstationen Blackwall i centrala London. Man får följa dem både i arbetet och i privatlivet. 
London brinner var en mycket populär serie i Storbritannien och lockade som mest runt 17-18 miljoner TV-tittare. Serien visades på vardagseftermiddagar under 1990-talet i Sverige i TV4, men har aldrig mer visats igen sedan dess.